# Hesperides (episodio de Los 100)
«Hesperides» es el cuarto episodio de la séptima temporada de la serie de televisión estadounidense de ciencia ficción y drama Los 100. El episodio fue escrito por Sean Crouch y dirigido por Diana Valentine. Fue estrenado el 10 de junio de 2020 en Estados Unidos por la cadena The CW. 
Los extraños misteriosos llegan con noticias de las personas desaparecidas de Clarke (Eliza Taylor).

## Argumento
En flashbacks, unos meses después del secuestro de Octavia y Diyoza, Dev, un prisionero discípulo, llega a Skyring; formando un vínculo con Hope, planean emboscar a los Discípulos cuando regresen en diez años para rescatar a Octavia y Diyoza. Sin embargo, el plan sale mal y Dev es asesinado, lo que obliga a Hope a continuar sola. En el presente, Gabriel, Echo y Hope se ven obligados a esperar el regreso de los Discípulos; aprenden que los Discípulos creen que ocurrirá "la guerra para terminar con todas las guerras" y adoran a Eligius III como una deidad que los salvó de la destrucción de la Tierra. El prisionero Discípulo Orlando los entrena, permitiéndoles emboscar con éxito a los Discípulos cinco años después, pero Echo se niega a confiar más en Orlando y lo abandona en Skyring; Orlando posteriormente se suicida. 
En Sanctum, Raven, atormentada por las muertes que ella causó, estudia la armadura de un discípulo que Echo había matado, y se entera de que la anomalía es un agujero de gusano. Los Discípulos exigen la rendición de Clarke, alegando que ella tiene la clave para ganar "la guerra para poner fin a todas las guerras". Raven rescata a sus amigos usando la armadura Disciple y lleva a Clarke, Jordan, Niylah y Miller a través de la Anomalía para encontrar a sus amigos desaparecidos; Gaia se queda atrás pero es emboscada por un Discípulo sobreviviente que desactiva la Piedra de Anomalía y arrastra a Gaia con él. Clarke y los demás llegan a un planeta de hielo sin signos de una Piedra de anomalía que les permita salir.

## Elenco
- Eliza Taylor como Clarke Griffin.
- Bob Morley como Bellamy Blake. (en créditos)
- Marie Avgeropoulos como Octavia Blake.
- Lindsey Morgan como Raven Reyes.
- Richard Harmon como Jhon Murphy. (en créditos)
- Tasya Teles como Echo / Ash.
- Shannon Kook como Jordan Green.
- JR Bourne como Sheidheda. (en créditos)
- Chuku Modu como Dr. Gabriel Santiago.
- Shelby Flannery como Hope Diyoza.

## Recepción
En Estados Unidos, Hesperides fue visto por 0.63 millones de espectadores, de acuerdo con Showbuzz Daily.

### Recepción crítica
Delia Harrington puntuó el episodio con una calificación de 4/5 estrellas para Den of Geek: "'Hesperides' demuestra una vez más que Sky Ring es lo mejor que le ha pasado a la narración de los 100. Continúa con la gran barra de narración de historias de la séptima y última temporada, incluso si la decisión de optar por un final jugoso y de trama termina por destruir el poco desarrollo de personajes que hubo para Echo".
Yana Grebenyuk puntuó el episodio con una calificación de 3.5/5 estrellas para TV Fanatic: "'Hesperides', escrita por Sean Crouch, fue un empujón en la dirección correcta para la narrativa del espectáculo. Las historias que estaban demasiado separadas se están juntando lentamente, pero en la verdadera moda de los 100, algunos giros aseguran que las cosas aún no sean demasiado fáciles para los personajes. Pero este episodio dejó de hacer que pareciera que el programa se estaba estancando en Sanctum, y permitió que los personajes nos presentaran los siguientes pasos de la historia". "Durante el episodio, la historia de Sanctum y la trama de Skyring se entrelazan. El tiempo de Echo, Hope y Gabriel en Skyring se aceleró cuando formaron una conexión con Orlando. Mientras tanto, el pasado de Hope fue explorado nuevamente, y una nueva amistad se introdujo desde su tiempo en Skyring cuando era niña". 
"Todos los detalles finalmente se unieron para que el grupo en Sanctum se alineara con el trío Skyring, solo para que la mitad de ellos terminara en Bardo, y la otra mitad en un planeta que asumimos es Nakara". "Y justo cuando las cosas cambiaron, Gaia terminó viajando con uno de los discípulos a un planeta desconocido. Esto significa que el grupo Sanctum se fue sin nadie para explicar a los demás a dónde fueron, y ahora Gaia también está desaparecida".
Jimmy para Spoiler TV: "En general, este episodio definitivamente no es uno para regresar y volver a mirar solo por diversión. Contaba su historia, pero de una manera espectacularmente espectacular a pesar de una excelente apertura de cinco minutos. Los 100 ciertamente no se han salido de las puertas en su última temporada, realmente espero que las cosas mejoren en el futuro cercano. Los descubrimientos de Raven en este episodio fueron las únicas luces brillantes en ese sentido".